# Assassin's Creed
Assassin's Creed е игра разработена и издадена от Ubisoft. Пусната е в продажба през ноември 2007 г. за конзоли PlayStation 3 и Xbox 360. На 29 януари 2008 г. е обявено отлагане на издаването версията за компютри – 28 март 2008 г. за Европа и 8 април 2008 г. за Северна Америка.
 Внимание:  Текстът по-долу разкрива сюжета на произведението (или части от него)!
Сюжетната линия на играта проследява премеждията на Дезмънд Майлс – барман, но наследник на асасините. Асасините са организация, която се бори за запазването на свободната воля на хората и отстраняването на тиранични и корумпирани лидери. Техни заклети врагове са тамплиерите, които искат да спасят човечеството, но чрез упражняване на контрол. Двете организации се борят за намирането на артефакти познати като парчета от рая, които имат способности да контролират хората. Фармацевтичната организация Абстерго играе ролята на прикритие за тамплиерите в 2012. Дезмънд Майлс е пленен от Абстерго, за да бъде използван като тестов обект в тяхната Анимус машина, която позволява четенето на генетични спомени предавани чрез ДНК-то и тяхното възпроизвеждане в три измерения. Той трябва да преживее спомените на своя прадед Алтаир по време на третия кръстоносен поход, който е член на клана на асасините в светите земи. Целта на Абстерго е да се намери нещо заключено в спомените на Алтаир, което ще направи възможна световната доминация на тамплиерите. Мисиите са интересни и изпълнени с приключения. Има няколко вида оръжия. Играта изисква умения, защото има катерене на стени, дворци и боеве срещу повече на брой противници.